# Oxytropis halleri
Oxytropis halleri là một loài thực vật có hoa trong họ Đậu. Loài này được Koch miêu tả khoa học đầu tiên.